# قتل‌عام ۲۰۰۲ کالچاک
قتل‌عام ۲۰۰۲ کالچاک (انگلیسی: 2002 Kaluchak massacre) یک حمله تروریستی در ۱۴ مه ۲۰۰۲ است که در نزدیکی شهر کالچاک در ایالت جامو و کشمیر هندوستان رخ داد.

## جزئیات حمله
سه شبه نظامی به یک اتوبوس توریستی از ایالت هیماچال پرادش هند حمله کردند و ۷ نفر را کشتند. سپس آنها وارد بخش چهارم ارتش شدند و بی گناهان را در زندانیان به قتل رساندند و ۲۳ تن از جمله ۱۰ کودک و ۸ زن را کشتند. سن تمام کودکان کشته شدگان از ۴ تا ۱۰ سال بود. سی و چهار نفر در این حمله مجروح شدند.

## حمله کنندگان
لشکر طیبه مسئولیت این حمله را بر عهده گرفت. این گروه یکی از بزرگ‌ترین و فعال‌ترین سازمان‌های جهادی در جنوب آسیا است.